# 정촌면
정촌면(井村面)은 대한민국 경상남도 진주시의 면이다. 넓이는 26.75km2이고, 인구는 2008년 기준으로 3,444명이다.

## 행정 구역
- 화개리 (花開里)
- 예하리 (禮下里)
- 소곡리 (所谷里)
- 관봉리 (官鳳里)
- 대축리 (大杻里)
- 예상리 (禮上里)

## 주요 시설

### 편의
예하리
- 모다아울렛 진주점

### 학교
- 예하초등학교
- 관봉초등학교

## 주거
- 경남개발공사
  - 정촌올리움 - 2020년 3월 입주 / 코오롱글로벌
- 정촌 대경파미르 - 2019년 1월 입주 / 대경건설

## 문화재
- 진주 정촌면 백악기 공룡·익룡 발자국 화석산지